# Bertrand Meyer

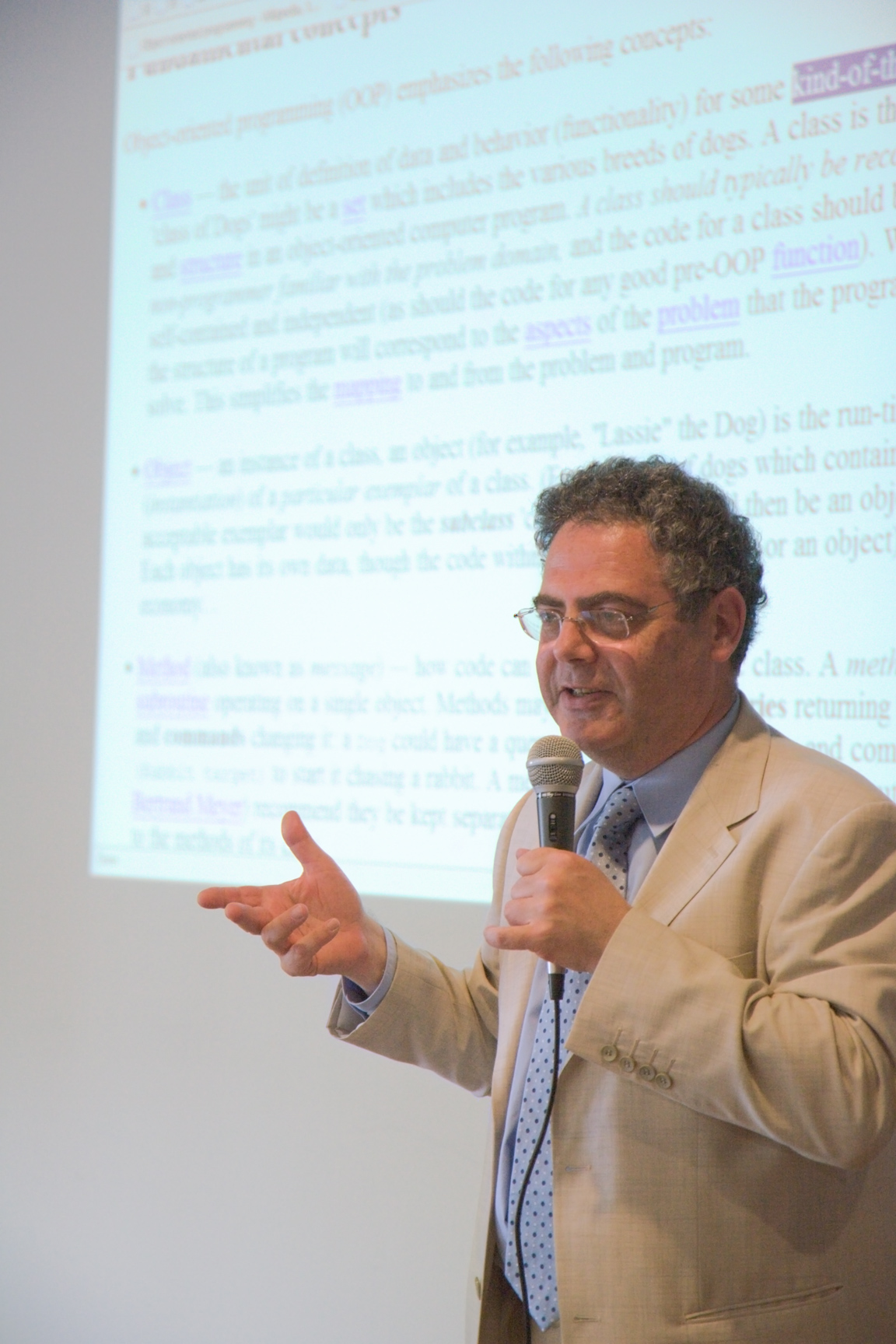
Bertrand Meyer.

Bertrand Meyer es un investigador, escritor y consultor en el campo de los lenguajes de ordenador, creador del lenguaje de programación Eiffel.

## Biografía
Nació en Francia en 1950, estudió en la Escuela Politécnica de París, hizo un máster en la Universidad de Stanford y se doctoró en la Universidad de Nancy, en Francia.
Estudió durante nueve años sobre técnica y administración en “Électricité de France”, la mayor compañía energética de Francia y estuvo otros tres años en la Universidad de California.
Desde octubre de 2001 ha impartido clases de Ingeniería del Software en el Instituto Federal Tecnológico de Suiza, donde continúa la investigación acerca de los componentes de software reutilizables con un nivel elevado de calidad; además de ser profesor adjunto en “Monash University” en Melbourne (Australia) y miembro de la Academie des Sciences francesa.
Sus objetivos siempre se centraron en la idea de lenguajes de programación que fueran simples, elegantes y fáciles de usar. También es uno de los primeros promotores de la programación orientada a objetos. Su libro "Construcción de Software Orientado a Objetos" es ampliamente considerado como el mejor trabajo sobre el paradigma de la programación Orientada a Objetos.

## Lenguajes de Programación
Es el diseñador inicial del lenguaje y el método Eiffel y ha participado activamente en su evolución. También ideó el método de desarrollo del Diseño por Contrato. Es autor de numerosos artículos y ponencias en congresos. 
Sus objetivos siempre se centraron en la idea de lenguajes de programación que fueran simples, elegantes y fáciles de usar.
Sus experiencias con la tecnología de objetos con el lenguaje Simula y su amplio trabajo con tipos abstractos de datos y especificaciones formales, fueron claves en la base del desarrollo de Eiffel. Eiffel ha sido uno de los lenguajes básicos donde se han basado otros lenguajes como Java, C# y Python.
Según Meyer, un elemento de software no es correcto ni incorrecto de por sí: “es correcto si se comporta de acuerdo a su especificación”.
Evidentemente, también se ocupó de las bases de datos orientadas a objetos, y de la persistencia y evolución de esquemas, junto al diseño por contrato, es decir, cómo construir un software fiable. A esto se añade un estudio de los patrones de diseño fundamentales.

## Publicaciones
Autor de auténticos best-sellers, tiene en su haber 10 títulos que abarcan temas tanto técnicos (Introduction to the Theory of Programming Languages) como sobre aplicaciones industriales de la tecnología de objetos (Object-Oriented Applications) o temas de gestión  (Object Success: A Manager´s Guide to Object Technology).
También es autor de la referencia definitiva sobre el lenguaje Eiffel (Eiffel: The Language). Su libro Reusable Software es a la vez un extenso análisis de los principios metodológicos de la construcción de software reutilizable y una descripción detallada de componentes reutilizables prácticos, basada en una "Taxonomía Linneana" de los objetos fundamentales de la computación. También es editor de las Series Orientadas a Objetos, con más de 25 títulos impresos de varios autores sobre diversos temas de la tecnología de objetos.

## Reconocimientos
En julio de 2005 en Glasgow, Escocia,  se le fue otorgado el The AITO Dahl-Nygaard Prize junto a Gail Murphy (Universidad de Columbia) . Este premio, llamado así por los dos creadores de la tecnología de objetos, se otorga anualmente a una persona mayor y un jóvenes investigadores que han hecho importantes contribuciones técnicas al campo de la Orientación a Objetos. Esta distinción le fue concedida por sus contribuciones como investigador a la ingeniería del Software, y en concreto, por el lenguaje de programación Simula.
En 2006, Meyer fue reconocido como doctor honoris causa de la Universidad Estatal de San Petersburgo de Tecnologías de la Información, Mecánica y Óptica. 
El 9 de junio de 2007, Meyer recibió el ACM Software System award por el "impacto en la calidad del software", en reconocimiento del diseño de Eiffel. Es miembro de la organización ACM desde 2008.

## Actualidad
Bertrand Meyer, es tan conocido en la industria del software como en el mundo académico de la Informática, como fundador de ISE Inc., con sede en Santa Bárbara (California), una de las primeras compañías en el mundo en dedicar toda su actividad a la tecnología de objetos, y que ha desempeñado un papel decisivo en el establecimiento de la viabilidad industrial de este modelo. También ha dirigido el diseño de sistemas que totalizan cientos de miles de líneas de código orientados a objetos, y miles de clases de bibliotecas en diferentes proyectos en todo el mundo.
Regularmente recibe frecuentes consultas de las 500 compañías más importantes de Estados Unidos, y ha aconsejado a varios gobiernos en iniciativas relacionadas con la informática. Ha tenido una destacada participación como ponente en múltiples conferencias como OOPSLA, TOOLS, la European Software Engineering Conference, la Australian Software Engineering Conference, Object Expo, Object World, etc., y ha impartido cientos de seminarios en todo el mundo sobre diversos temas técnicos y de gestión. Además de su trabajo en la industria, ha impartido clases en universidades de Estados Unidos, Europa y Australia.